# Constante de Euler-Mascheroni
La Constante de Euler-Mascheroni (también conocida como constante de Mascheroni) es una constante matemática que aparece principalmente en teoría de números y se denota con la letra griega minúscula gamma {\displaystyle (\gamma )}. 
Está definido como el límite de la diferencia entre la serie armónica y el logaritmo natural
{\displaystyle {\begin{aligned}\gamma &=\lim _{n\rightarrow \infty }\left[\sum _{k=1}^{n}{\frac {1}{k}}-\ln(1+{\frac {1}{k}})\right]\\&=\int _{1}^{\infty }\left({1 \over \lfloor x\rfloor }-{1 \over x}\right)\,dx\end{aligned}}}
donde {\displaystyle \lfloor x\rfloor } denota la función parte entera.
Su valor aproximado es
{\displaystyle \gamma =0.57721\;56649\;01532\;86060\;65120\;90082\;40243\;10421\;59335\;93992\ldots }
No debe confundirse con el número e, también llamado número de Euler.

## Historia
La constante apareció por primera vez, en 1734, en un artículo escrito por el matemático suizo Leonhard Euler, llamado De Progressionibus harmonicis observationes, calculando los 6 primeros dígitos para
la constante y llamándola C. En 1781 calcularía otros 10 decimales más. En 1790, Lorenzo Mascheroni calcularía los primeros 19 decimales y la denotaría como A.
Ya más tarde se denotaría de la forma moderna como γ, debido a su conexión con la función gamma.

## Propiedades
El número {\displaystyle \gamma } no se ha probado que sea algebraico o transcendente, de hecho, ni siquiera se conoce si {\displaystyle \gamma } es irracional o no.
El análisis de fracciones continuas revela que, de ser racional, su denominador debe ser muy elevado (actualmente del orden de 10242080). Debido a que está 
presente en un gran número de ecuaciones y relaciones, la racionalidad o irracionalidad de γ está entre los problemas abiertos más importantes de matemáticas. 
A continuación se exponen las más importantes relaciones de γ con funciones, series e integrales.

### Representación original (Euler)
Descubierta en 1734 por Euler, representándola como una serie infinita de la siguiente forma:
{\displaystyle \gamma =\sum _{k=1}^{\infty }\left[{\frac {1}{k}}-\ln \left(1+{\frac {1}{k}}\right)\right]}

### Relación con la función Gamma
{\displaystyle \gamma } está relacionada con la función digamma {\displaystyle \Psi } y por lo tanto con la derivada de la función gamma {\displaystyle \Gamma }, cuando ambas funciones están evaluadas en {\displaystyle 1}, esto es
{\displaystyle -\gamma ={\Gamma }'(1)=\Psi (1)\,\!}
y esto es igual al límite:
{\displaystyle {\begin{aligned}-\gamma &=\lim _{z\to 0}\left(\Gamma (z)-{\frac {1}{z}}\right)\\&=\lim _{z\to \infty }\left(\Psi (z)+{\frac {1}{z}}\right)\end{aligned}}}
otros límites son
{\displaystyle {\begin{aligned}\lim _{z\to 0}{\frac {1}{z}}\left({\frac {1}{\Gamma (1+z)}}-{\frac {1}{\Gamma (1-z)}}\right)&=2\gamma \\\lim _{z\to 0}{\frac {1}{z}}\left({\frac {1}{\Psi (1-z)}}-{\frac {1}{\Psi (1+z)}}\right)&={\frac {\pi ^{2}}{3\gamma ^{2}}}\end{aligned}}}
Un límite relacionado con la función beta (expresada en términos de la función gamma) es:
{\displaystyle {\begin{aligned}\gamma &=\lim _{n\to \infty }\left({\frac {\Gamma \left({\frac {1}{n}}\right)\Gamma (n+1)n^{1+{1 \over n}}}{\Gamma \left(2+n+{\frac {1}{n}}\right)}}-{\frac {n^{2}}{n+1}}\right)\\&=\lim _{n\to \infty }\sum _{k=1}^{m}{\binom {m}{k}}{\frac {(-1)^{k}}{k}}\;\ln(\Gamma (k+1))\end{aligned}}}
y como función beta:
{\displaystyle \gamma =\lim _{n\to \infty }\left(n^{2+{1 \over n}}\,\mathrm {B} \left(1+{\frac {1}{n}},n+1\right)-{\frac {n^{2}}{n+1}}\right)}

### Relación con la función Zeta de Riemann
{\displaystyle \gamma } también puede ser expresada como suma infinita, cuyos términos invocan la función zeta de Riemann evaluada en números positivos:
{\displaystyle {\begin{aligned}\gamma &=\sum _{k=2}^{\infty }{\frac {(-1)^{k}\zeta (k)}{k}}\\&=\ln \left({\frac {4}{\pi }}\right)+\sum _{k=2}^{\infty }{\frac {(-1)^{k}\zeta (k)}{2^{k-1}k}}\\&=\ln \left({\frac {4}{\pi }}\right)+\sum _{k=1}^{\infty }{\frac {(-1)^{k-1}\zeta (k+1)}{2^{k}(k+1)}}\end{aligned}}}
Otras series relacionadas con la función zeta son:
{\displaystyle {\begin{aligned}\gamma &={\frac {3}{2}}-\ln 2-\sum _{k=2}^{\infty }(-1)^{k}\left({\frac {k-1}{k}}\right)[\zeta (k)-1]\\&=\lim _{n\to \infty }\left[{\frac {2n-1}{2n}}-\ln n+\sum _{k=2}^{n}\left({\frac {1}{k}}-{\frac {\zeta (1-k)}{n^{k}}}\right)\right]\\&=\lim _{n\to \infty }\left[{\frac {2^{n}}{e^{2^{n}}}}\sum _{k=0}^{\infty }{\frac {2^{k\,n}}{(k+1)!}}\sum _{t=0}^{k}{\frac {1}{t+1}}-n\,\log 2+{\mathcal {O}}\left({\frac {1}{2^{n}\,e^{2^{n}}}}\right)\right]\end{aligned}}}
El término error de la última serie decrece exponencialmente en función de n. Como resultado, la fórmula resulta muy eficiente para calcular grandes cantidades de dígitos de la constante con gran precisión.
Otro interesantes límites relacionado con la constante de Euler-Mascheroni y la función zeta es el límite antisimétrico (Sondow, 1998)
{\displaystyle {\begin{aligned}\gamma &=\lim _{s\to 1^{+}}\sum _{n=1}^{\infty }\left({\frac {1}{n^{s}}}-{\frac {1}{s^{n}}}\right)\\&=\lim _{s\to 1}\left(\zeta (s)-{\frac {1}{s-1}}\right)\\&=\lim _{s\to 0}{\frac {\zeta (1+s)+\zeta (1-s)}{2}}\end{aligned}}}
y
{\displaystyle {\begin{aligned}\gamma &=\lim _{n\to \infty }{\frac {1}{n}}\sum _{k=1}^{n}\left(\left\lceil {\frac {n}{k}}\right\rceil -{\frac {n}{k}}\right)\end{aligned}}}

### Representación con integrales
{\displaystyle \gamma } es igual al valor de un número determinado de integrales definidas:
{\displaystyle {\begin{aligned}\gamma &=-\int _{0}^{\infty }{e^{-x}\ln x}\,dx\\&=-\int _{0}^{1}\ln \left(\ln \left({\frac {1}{x}}\right)\right)dx\\&=\int _{0}^{\infty }\left({\frac {1}{e^{x}-1}}-{\frac {1}{xe^{x}}}\right)dx\\&=\int _{0}^{\infty }\left({\frac {1}{\ln x}}+{\frac {1}{1-x}}\right)dx\\&=\int _{0}^{\infty }{\frac {1}{x}}\left({\frac {1}{1+x^{k}}}-e^{-x}\right)dx\quad k>0\\&=2\int _{0}^{\infty }{\frac {e^{-x^{2}}-e^{-x}}{x}}\;dx\end{aligned}}}
Entre las integrales definidas en las cuales aparece {\displaystyle \gamma } se incluyen
{\displaystyle {\begin{aligned}\int _{0}^{\infty }e^{-x^{2}}\ln x\,dx&=-{\frac {(\gamma +2\ln 2){\sqrt {\pi }}}{4}}\\\int _{0}^{\infty }e^{-x}\ln ^{2}(x)\,dx&=\gamma ^{2}+{\frac {\pi ^{2}}{6}}\end{aligned}}}
Uno puede expresar a {\displaystyle \gamma } como una integral doble (Sondow 2003, 2005), con su serie equivalente es:
{\displaystyle {\begin{aligned}\gamma &=\int _{0}^{1}\int _{0}^{1}{\frac {x-1}{(1-xy)\ln(xy)}}\,dx\,dy\\&=\sum _{n=1}^{\infty }\left({\frac {1}{n}}-\ln {\frac {n+1}{n}}\right)\end{aligned}}}

### Representación con series
Aparte de la serie original de Euler (mostrada arriba), se conocen otras series entre las que se incluyen:
{\displaystyle \gamma =1-\sum _{k=2}^{\infty }(-1)^{k}{\frac {\lfloor \log _{2}k\rfloor }{k+1}}}
encontrada por Nielsen en 1897. En 1912 Vacca encontró la siguiente serie relacionada con γ.
{\displaystyle \gamma =\sum _{k=2}^{\infty }(-1)^{k}{\frac {\left\lfloor \log _{2}k\right\rfloor }{k}}={\tfrac {1}{2}}-{\tfrac {1}{3}}+2\left({\tfrac {1}{4}}-{\tfrac {1}{5}}+{\tfrac {1}{6}}-{\tfrac {1}{7}}\right)+3\left({\tfrac {1}{8}}-\dots -{\tfrac {1}{15}}\right)+\dots }
donde log2 es el logaritmo en base 2 y {\displaystyle \left\lfloor \,\right\rfloor } la función parte entera.
En 1926, Vacca encontró otra serie similar a la anterior:
{\displaystyle \gamma +\zeta (2)=\sum _{k=1}^{\infty }{\frac {1}{k\lfloor {\sqrt {k}}\rfloor ^{2}}}=1+{\tfrac {1}{2}}+{\tfrac {1}{3}}+{\tfrac {1}{4}}\left({\tfrac {1}{4}}+\dots +{\tfrac {1}{8}}\right)+{\tfrac {1}{9}}\left({\tfrac {1}{9}}+\dots +{\tfrac {1}{15}}\right)+\dots }
o escrito como
{\displaystyle \gamma =\sum _{k=2}^{\infty }{\frac {k-\lfloor {\sqrt {k}}\rfloor ^{2}}{k^{2}\lfloor {\sqrt {k}}\rfloor ^{2}}}={\tfrac {1}{2^{2}}}+{\tfrac {2}{3^{2}}}+{\tfrac {1}{2^{2}}}\left({\tfrac {1}{5^{2}}}+{\tfrac {2}{6^{2}}}+{\tfrac {3}{7^{2}}}+{\tfrac {4}{8^{2}}}\right)+{\tfrac {1}{3^{2}}}\left({\tfrac {1}{10^{2}}}+\dots +{\tfrac {6}{15^{2}}}\right)+\dots } (Krämer, 2005)
Estas dos últimas series pueden ser obtenidas mediante la manipulación de la Integral de Catalán (ver Sondow y Zudilin)
{\displaystyle \gamma =\int _{0}^{1}{\frac {1}{1+x}}\sum _{n=1}^{\infty }x^{2^{n}-1}\,dx}
Srinivasa Ramanujan, en su cuaderno perdido dio una serie que se aproxima a γ:
{\displaystyle \gamma =\log 2-\sum _{n=1}^{\infty }2n\sum _{k={\frac {3^{n-1}+1}{2}}}^{\frac {3^{n}-1}{2}}{\frac {1}{(3k)^{3}-3k}}}

### Representación en forma de fracción continua
La representación en forma de fracción continua es:
{\displaystyle \gamma =0+{\cfrac {1}{1+{\cfrac {1}{1+{\cfrac {1}{2+{\cfrac {1}{1+{\cfrac {1}{\ \ddots \ {}}}}}}}}}}}}
más concretamente
{\displaystyle \gamma =[0;1,1,2,1,2,1,4,3,13,5,1,1,8,1,2,4,1,1,40,...]\,} (sucesión A002852 en OEIS).

## Desarrollos asintóticos
{\displaystyle \gamma } es igual a las siguientes fórmulas asintóticas (donde Hn es el n-ésimo número armónico)
{\displaystyle \gamma \sim H_{n}-\log \left(n\right)-{\frac {1}{2n}}+{\frac {1}{12n^{2}}}-{\frac {1}{120n^{4}}}+...}
(Euler)
{\displaystyle \gamma \sim H_{n}-\log \left({n+{\frac {1}{2}}+{\frac {1}{24n}}-{\frac {1}{48n^{3}}}+...}\right)}
(Negoi)
{\displaystyle \gamma \sim H_{n}-{\frac {\log \left(n\right)+\log \left({n+1}\right)}{2}}-{\frac {1}{6n\left({n+1}\right)}}+{\frac {1}{30n^{2}\left({n+1}\right)^{2}}}-...}
(Cesàro)
La última fórmula también es llamada Expansión de Ramanujan.

### eγ
La constante eγ es importante en teoría de números. Algunos autores la denotan simplemente como γ'. eγ es igual al siguiente límite, donde pn es el n-ésimo número primo:
{\displaystyle e^{\gamma }=\lim _{n\to \infty }{\frac {1}{\log p_{n}}}\prod _{i=1}^{n}{\frac {p_{i}}{p_{i}-1}}}
También se puede expresar como un producto infinito, usando funciones hipergeométricas como sigue:
{\displaystyle {\begin{aligned}e^{\gamma }&=\prod _{n=1}^{\infty }\left(\prod _{k=0}^{n}(k+1)^{(-1)^{k+1}{n \choose k}}\right)^{1 \over {n+1}}\\{}&=\left({\frac {2}{1}}\right)^{1/2}\left({\frac {2^{2}}{1\cdot 3}}\right)^{1/3}\left({\frac {2^{3}\cdot 4}{1\cdot 3^{3}}}\right)^{1/4}\left({\frac {2^{4}\cdot 4^{4}}{1\cdot 3^{6}\cdot 5}}\right)^{1/5}\cdots \end{aligned}}}
Su valor numérico aproximado es
{\displaystyle e^{\gamma }=1.781\ 072\ 417\ 990\ 197\ 985\ 236\ldots } (sucesión A073004 en OEIS)

## Generalizaciones
Las constantes generalizadas de Euler están dadas por
{\displaystyle \gamma _{\alpha }=\lim _{n\to \infty }\left[\sum _{k=1}^{n}{\frac {1}{k^{\alpha }}}-\int _{1}^{n}{\frac {1}{x^{\alpha }}}\,dx\right]}
para 0 < α < 1, con γ como caso especial cuando α = 1. Esto puede ser más generalizado por
{\displaystyle c_{f}=\lim _{n\to \infty }\left[\sum _{k=1}^{n}f(k)-\int _{1}^{n}f(x)\,dx\right]}
para una determinada función f decreciente, por ejemplo
{\displaystyle f_{n}(x)={\frac {\log ^{n}x}{x}}}
dando lugar a las constantes de Stieltjes, y 
{\displaystyle f_{a}(x)=x^{-a}\,\!}
dadas por
{\displaystyle \gamma _{f_{a}}={\frac {(a-1)\zeta (a)-1}{a-1}}}
donde de nuevo el límite
{\displaystyle \gamma =\lim _{a\to 1}\left[\zeta (a)-{\frac {1}{a-1}}\right]}
aparece.

## Apariciones
La constante de Euler-Mascheroni aparece en los siguientes casos (la mayoría en teoría de números):
- Expresiones en las que se utiliza la función integral exponencial
- La transformada de Laplace del logaritmo natural
- El primer término de la serie de Taylor de la función zeta de Riemann, donde es la primera de las constantes de Stieltjes
- Función digamma
- Fórmula del producto de Weierstrass para la función gamma
- Desigualdad de Función φ de Euler
- Proporción de crecimiento de la función divisor
- El cálculo de la constante Meissel-Mertens
- El tercero de los Teoremas de Mertens.

Para más información en este sentido, ver Gourdon and Sebah (2004).